# Средња школа „Вук Караџић” Љубовија
Средња школа „Вук Караџић” је школа која се налази у Љубовији, основана је 1964. године. Налази се у улици Дринска бб.

## Историјат
Школа носи име по Вуку Караџићу, српском лингвисти, филологу, антропологу, књижевнику, преводиоцу и академику. Основана је 1964. године, а као дан школе се прославља Митровдан. Настала је као издвојено одељење Гимназије „Вук Караџић” у Лозници. Почетка школске 1981—1982. године је добила свој новосаграђени објекат у коме се и данас налази. Данас је похађају ученици груписани у одељења следећих профила занимања: Гимназија – општи тип, Економски техничар, Туристички техничар и Угоститељ – кувар, конобар.